# Johann Ludwig Christ
Johann Ludwig Christ (Öhringen, 18 ottobre 1739 – Kronberg im Taunus, 19 novembre 1813) è stato un naturalista ed entomologo tedesco.
Era uno specialista degli imenotteri dal quale pubblicò nel 1791 Naturgeschichte, Klassifikation und Nomenklatur der Insekten vom Bienen, Wespen und Ameisengeschlecht. Nel 1791 divenne il primo a descrivere Polistes dominula. Studiò anche gli alberi da frutto e scrisse Vollständige Pomologie (2 volumi, 1809-1822).